# Cemile Sultan
Cemile Sultan, född 18 augusti 1843, död 1915, var en osmansk prinsessa. Hon var dotter till Abd ül-Mecid I. 
Hon beskrivs som sin fars favoritbarn, och fick en västerländsk utbildning. Hon undervisades med sina bröder och lärde sig både traditionella kunskaper såväl som västerländska kunskaper som att tala franska och spela piano, något som var nytt för en osmansk prinsessa men började bli modernt i Osmanska riket under tanzimateran. 
Hon gifte sig 1858 med Mahmud Celaleddin Pasha. Cemile Sultan besökte ofta hovet (i hennes fall kejserliga osmanska haremet) och engagerade sig i hovlivet. Hon beskrivs som intelligent och noggrann med rang och etikett, och klädde sig alltid i sin favoritfärg brunt, utan juveler, och i traditionella turkisk dräkt snarare än enligt det västerländska mode som från mitten av 1800-talet annars hade använts av osmanska prinsessor under deras slöja. 
Hon och hennes make stödde hennes brors kupp och uppstigande på tronen 1876. Paret motarbetade ungturkarna och influerade sultanen mot Ahmed Şefik Midhat Pascha, som de uppfattade som ungturkarnas representant. Hennes bror kom slutligen i konflikt med hennes make och landsförvisade denna till Arabien 1881, där han mördades 1884. Cemile besökte sedan inte hovet på tjugo år. 